# Fran Folnegović
Fran Folnegović (Slanovec, 1848. február 17. – Zágráb, 1903. július 18.) horvát politikus a Horvát-Szlavón Királyság Országgyűlésének a tagja volt, akit a Jogok Pártja képviseletében többször választottak meg. Folnegović a párt egyik legjelentősebb tagja lett. A Josip Frankkal való konfliktusa a párt széteséséhez vezetett. Folnegović a Független Néppárttal való együttműködést vagy egyesülést és Horvátország Ausztria-Magyarországon belüli pozíciójának megerősítését szorgalmazta.

## Élete

### Ifjúkora
Fran Folnegović a Zágráb melletti Podsljeme környéki faluban, Slanovecben született. (Ma Slanovec Zágráb Gornja Dubrava nevű városrészéhez tartozik) Zágrábban, Budapesten és Grazban tanult jogot, mielőtt 1870-ben kinevezték segédjegyzőnek, egy évvel később pedig a zágrábi bíróságra írnoknak. Rossz egészségi állapota miatt Folnegović 1875-ben ugyanabba, de kevésbé megerőltető pozícióba került a szamobori bírósághoz. Josip Juraj Strossmayer diakovári püspökkel való jó kapcsolatát kihasználva 1882-ben, Šenoa halála után August Šenoa utódja lett a Vijenac folyóirat szerkesztői székében.

### A Jogok Pártjában
Folnegovićot először 1875-ben választották meg a Szábor képviselőjévé. A Jogok Pártja jelöltjeként Szeszvete körzetében indult, és támogatta őt a pártalapító Ante Starčević is. A választásokat követően Folnegović a Jogok Pártjának egyetlen képviselője volt a parlamentben. 1878-ban, 1881-ben és 1884-ben a zenggi választókerületben, 1889-ben a Károlyváros melletti svarčai választókerületben, 1892-ben pedig Sziszekben választották újra. 1878-ban Folnegović győzte meg a pártalapítót, hogy hét év kihagyás után térjen vissza a politikához és a Jogok Pártjának élére. Ante Starčević ugyanis 1871-ben, a Eugen Kvaternik által vezetett rakovicai felkelés kudarca után nyugdíjba vonult.

### A Jogok Pártjának szétesése
Az 1880-as évek végén és az 1890-es évek elején a pártban Folnegović és Josip Frank körül frakciók alakultak ki. Néhány prominens pártfigura, mint a Jogpárt képviselőcsoportjának vezetője Juraj Rukavina Vidovgradski és a pártvezér unokaöccse, David Starčević nyíltan kritizálta mind Folnegovićot, mind pedig Frankot, hogy politikai céljaik elérésére különféle kompromisszumokat kötöttek és ezzel eltérnek a független horvát állam gondolatától. Pontosabban mindkettejüket azzal vádolták, hogy számukra az Ausztria-Magyarországon belüli részleges horvát államiság is elfogadható politikai cél lenne. Ez eltért Ante Starčevićnek a rakovicai felkelés előtti politikai elképzeléseitől. A Jogok Pártja és a Független Néppárt esetleges egyesüléséről szóló sikertelen tárgyalások során 1894-ben a közös politikai programban Folnegović és Frank véleménye jelentősen eltért. Folnegović támogatta az egyesülés gondolatát, és politikai célként elfogadta a jugoszlávizmus egyes elemeit, míg Frank teljesen elutasította a jugoszlávizmust, és csak akkor helyeselte volna az egyesülést, ha a Jogok Pártjának vezetése uralta volna az új pártot. A két frakció közötti konfliktusban gyakran Ante Trumbić, mint a Jogok Pártja dalmát tagozatának prominens tagja közvetített.
1895-ben a Jogok Pártja a Központi Bizottságot nevezte ki vezető testületnek, melynek Ante Starčević volt az elnöke, de betegsége és a napi munkából való távolmaradása miatt Folnegović megválasztott alelnökként irányította a pártot. Folnegović emellett gondoskodott arról, hogy ellenfeleit, Mile Starčevićet Eugen Kumičićet és Josip Frankot kihagyják a bizottságból, vagy a bizottság alacsonyabb beosztású posztjaira nevezzék ki őket. Ugyanakkor segítette Trumbićot és Frano Supilót, akik támogatták politikai nézeteit, hogy a bizottság teljes jogú tagjai legyenek. Frank továbbra is Folnegović fő ellenfele maradt, aki a Központi Bizottságot a Jogok Pártja árulási eszközeként vádolta meg, és a Folnegović elleni vádakhoz támogatást kapott Ante Starčevićtől is.
A párton belüli széthúzás eredményeképpen létrejött a frankista frakció (frankovci) és a haza frakció (domovinaši), A megosztotta a pártot Folnegović beszéde is, amelyben elhatárolta a pártot az erőszaktól, melyet zágrábi diákok I. Ferenc József 1895-ös zágrábi látogatása alkalmából követtek el. Ráadásul érintettek közül ketten Frank fiai, Vladimir és Ivo voltak. Folnegović kilépett a Központi Bizottságból és a Száborból, míg Frank, a Jogok Pártja őt támogató korábbi tagjaival és Ante Starčević támogatásával, megalakította a Tiszta Jogok Pártját. 1897-ben a haza frakció (átkeresztelve a Horvát Jogok Pártjára) ellenzéki koalíciót kötött a Független Néppárttal, és Folnegović, hogy támogassa a koalíciót visszatért a politikába.
Zágrábban halt meg 1903. július 18-án, és a Mirogoj temetőben helyezték örök nyugalomra.

## Emlékezete
A zágrábi Peščenica – Žitnjak negyedet róla nevezték el Folnegovićevónak.

## Fordítás
Ez a szócikk részben vagy egészben  a   Fran Folnegović című angol Wikipédia-szócikk ezen változatának fordításán alapul.  Az eredeti cikk szerkesztőit annak laptörténete sorolja fel. Ez a jelzés csupán a megfogalmazás eredetét és a szerzői jogokat jelzi, nem szolgál a cikkben szereplő információk forrásmegjelöléseként.